# Mini-Israel
Koordinaten: 31° 50′ 31,8″ N, 34° 58′ 6,1″ O
|

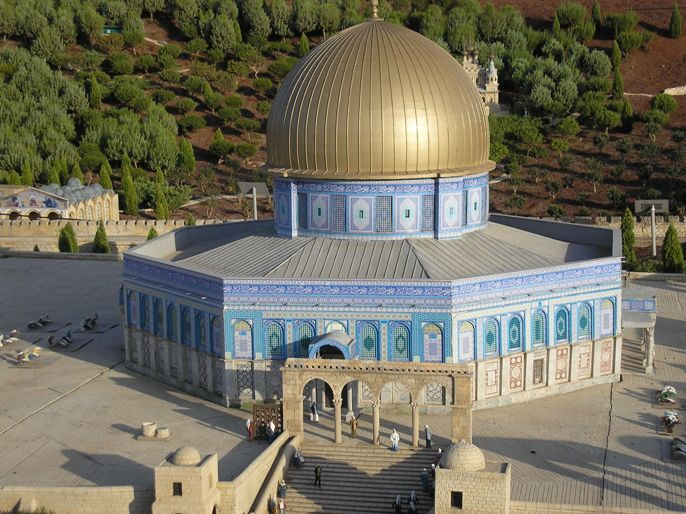
Hauptattraktion im Park Mini-Israel ist der Felsendom in Jerusalem, im Maßstab 1:25 dargestellt

Mini-Israel (hebräisch מיני ישראל) ist ein Freizeitpark zwei Kilometer nordwestlich von Latrun, wo vor allem Bauwerke aus Israel in verkleinertem Maßstab zu sehen sind. Der westlich von Jerusalem gelegene Miniaturpark zeigt rund 350 Modelle.
Ein Schwerpunkt liegt auf religiösen Bauwerken der drei großen in Israel vertretenen Weltreligionen, etwa ein Drittel der Ausstellung besteht aus Nachbildungen solcher Bauten. Unter anderem finden sich Modelle des Felsendoms in Jerusalem, des Schrein des Buches oder die Al-Aksa-Moschee im Maßstab 1:25.

## Lage
Die Anlage befindet sich im ehemals so genannten Niemandsland, dessen palästinensischen Bewohner 1948 daraus geflüchtet bzw. vertrieben worden waren, zwischen den jeweiligen Linien Israels und jenen des jordanisch annektierten Westjordanlands, wie im Waffenstillstandsabkommen von 1949 festgelegt, denn beide, Jordanien wie Israel, beanspruchten den Gebietsstreifen für sich. Ab 1951 nahmen Bauern von beiden Seiten de facto nahe gelegene Teile des Gebietsstreifens stillschweigend wieder in Nutzung. Seit dem Sechstagekrieg 1967, in dessen Verlauf Israel das Gelände wie auch das Westjordanland eroberte, behandelt Israel das ehemalige Niemandsland wie Staatsgebiet. Die Anlage »Mini Israel« steht auf Boden unter Kontrolle des Kibbuzes Nachschon. Die Anlage bedeckt zum Teil ein nicht gekennzeichnetes Massengrab von etwa 80 ägyptischen Soldaten, die im Sechstagekrieg umgekommen und von israelischem Militär hier verscharrt worden waren.

## Geschichte

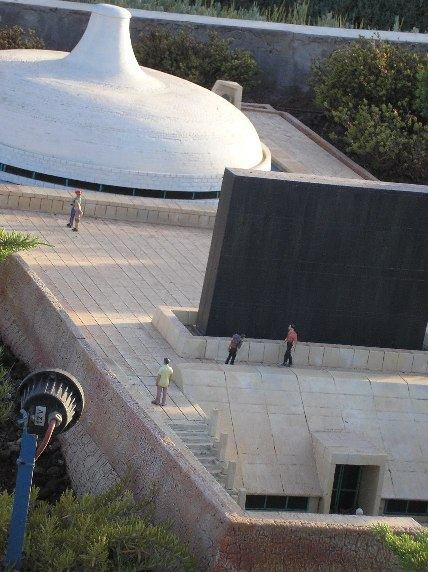
Der Schrein des Buches birgt im Original älteste Textblätter der Bibel, die Juden und Christen verehren, hier in der Ausstellung verkleinert gezeigt.

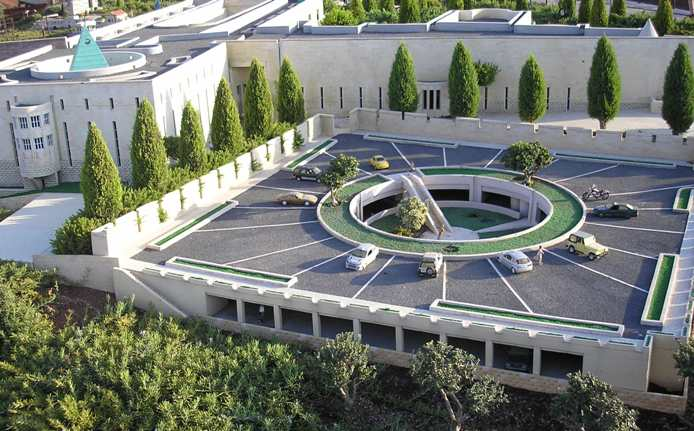
Modell des modernen Baus des Obersten Gerichts in Jerusalem.

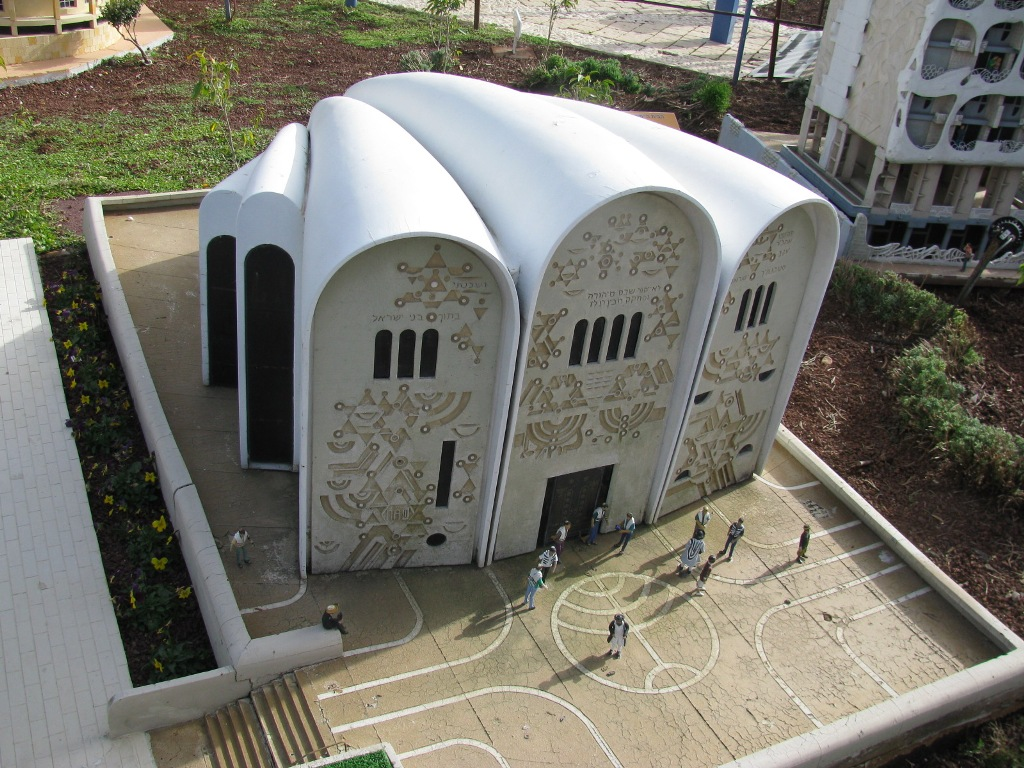
1980 fertiggestellte Synagoge Heichal Jehudah der griechisch-sephardischen Gemeinde, Tel Aviv

Unter dem Motto „Ein großes Land im Kleinen“ oder auf Englisch „See it all - small“ präsentiert Mini-Israel seit 2003 eine Ausstellung von etwa 350 verschiedenen Gebäuden im Maßstab 1:25. Im Designer- und Architektenteam waren über 100 Personen aus allen Gesellschafts- und religiösen Schichten Israels beteiligt, auch Immigranten. Gerade die Selektion der einzelnen Gebäude gestaltete sich als ausgesprochen schwierig, da die Ausstellung den Anspruch erhebt, den verschiedenen Religionen wie Judentum, Christentum, Islam und der Bahai-Religion Tribut zu zollen. Jeder Besucher, egal welcher Nationalität oder Kultur, soll sich in der Ausstellung wiederfinden. Israel hat manche Sehenswürdigkeit, daher war die Entscheidung, worauf verzichtet werden sollte, noch schwieriger zu treffen als die Auswahl, was vorhanden sein musste. Es werden nebst Gebäuden, die zurück bis ins Jahr 100 v. Chr. reichen, auch gegenwärtige Bauwerke wie die Knesset oder der erst kürzlich fertiggestellte Bau des Obersten Gerichtshofs gezeigt. Sogar visionäre, zukünftig geplante Bauten sind dabei.

## Finanzierung
Israelische Investoren waren rasch gefunden, um das Projekt zu finanzieren, einerseits, um den Tourismus zu fördern, andererseits, um dem patriotischen Anspruch, jedem Besucher die Schönheit des Landes zu zeigen, gerecht zu werden. Dabei wurde die Finanzierung vor allem von zwei großen Investoren getragen: Die Firma Carmel Agrexco Granit, und die Schikkun uVinnui Group.
Der Park wurde auf dem Gelände eines israelischen Kibbuz namens Nashchon erbaut, die dortigen Betreiber waren gemäß Angaben von Mini-Israel auch gerne bereit, dem Bau zuzustimmen. Sie unterstützten das Projektteam sogar im Rahmen ihrer Möglichkeiten, finanziell und mit Arbeitsstunden.

## Ausstattung
Es werden tausende kleiner „Figürchen“ präsentiert und zehntausende von kleineren Accessoires. Dabei handelt es sich konkret um 350 Gebäude, 30.000 Figuren, 500 Tiere, 15.000 Pflanzen und Bäume, 4.700 Autos, 100 Motorräder, 14 Züge, 3 Hubschrauber, 32 Flugzeuge, 175 Schiffe und 230 LKW.
Die ganze Anlage erstreckt sich auf 4,5 Hektar. Zum Park gehört ein Souvenirshop, mehrere Restaurants und Ruhezonen.

## Die Modelle
Um die Modelle zu kreieren, wurden Workshops in ganz Israel durchgeführt. In der Gestaltung waren vor allem Künstler aus der ehemaligen Sowjetunion führend. Sie erstellten die Modelle anhand von Computerauswertungen, welche Ingenieure für sie errechnet hatten.

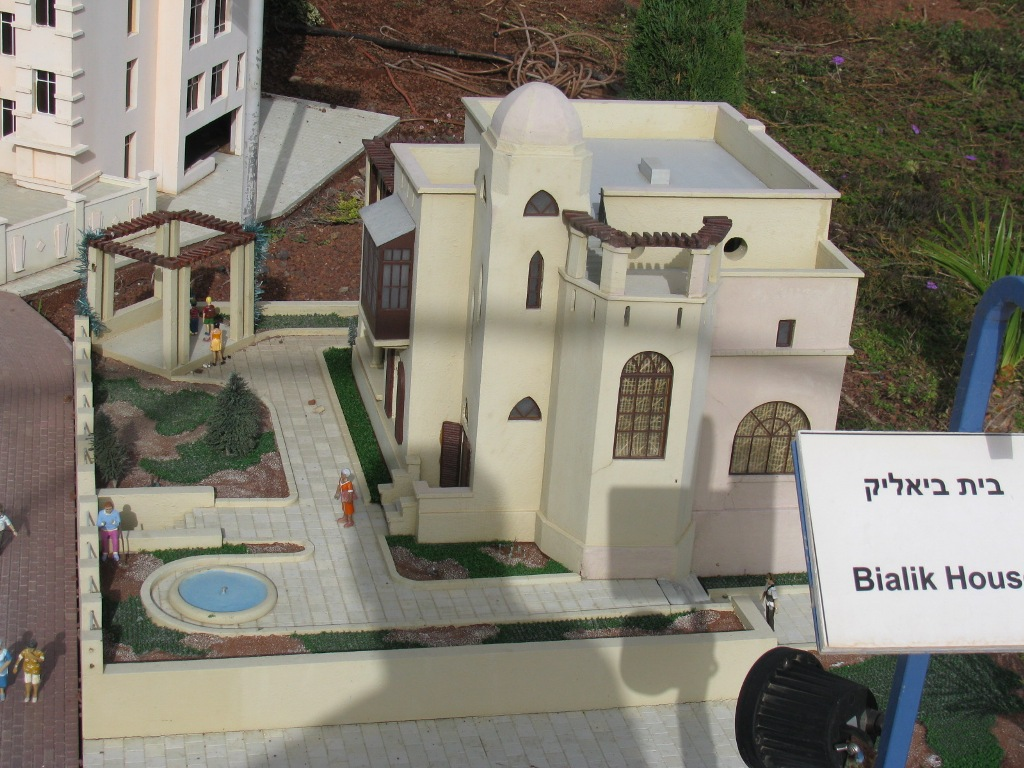
Modell des Beit Bialik in Tel Aviv

Die Gebäude wurden größtenteils im Maßstab 1:25 realisiert. Ausnahmen sind:
- Das Mose Denkmal – 1:250
- Die Orot RabinPower Station – 1:50
- Die Mauern von Jerusalem und Akkon – 1:50
- Die Menorah im Vorhof der Knesset – 1:15[2]

Sämtliche Gegenstände bestehen entweder aus Polyester oder ähnlichen polymeren Materialien bzw. zerstoßenen Steinen. Dazu wurden sie mit wasserfester Farbe aus der Automobilindustrie bemalt, damit die Gegenstände Wind und Wetter trotzen.